# Starrmyran (torp)

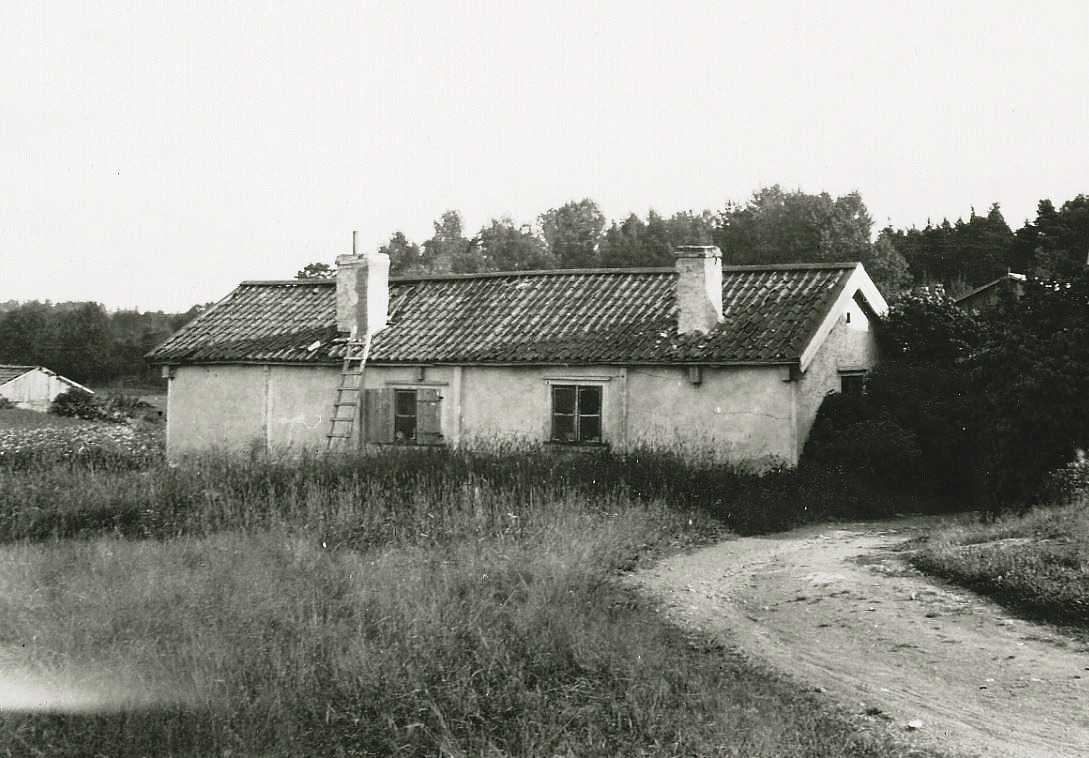
Torpet Starrmyran på 1920-talet.

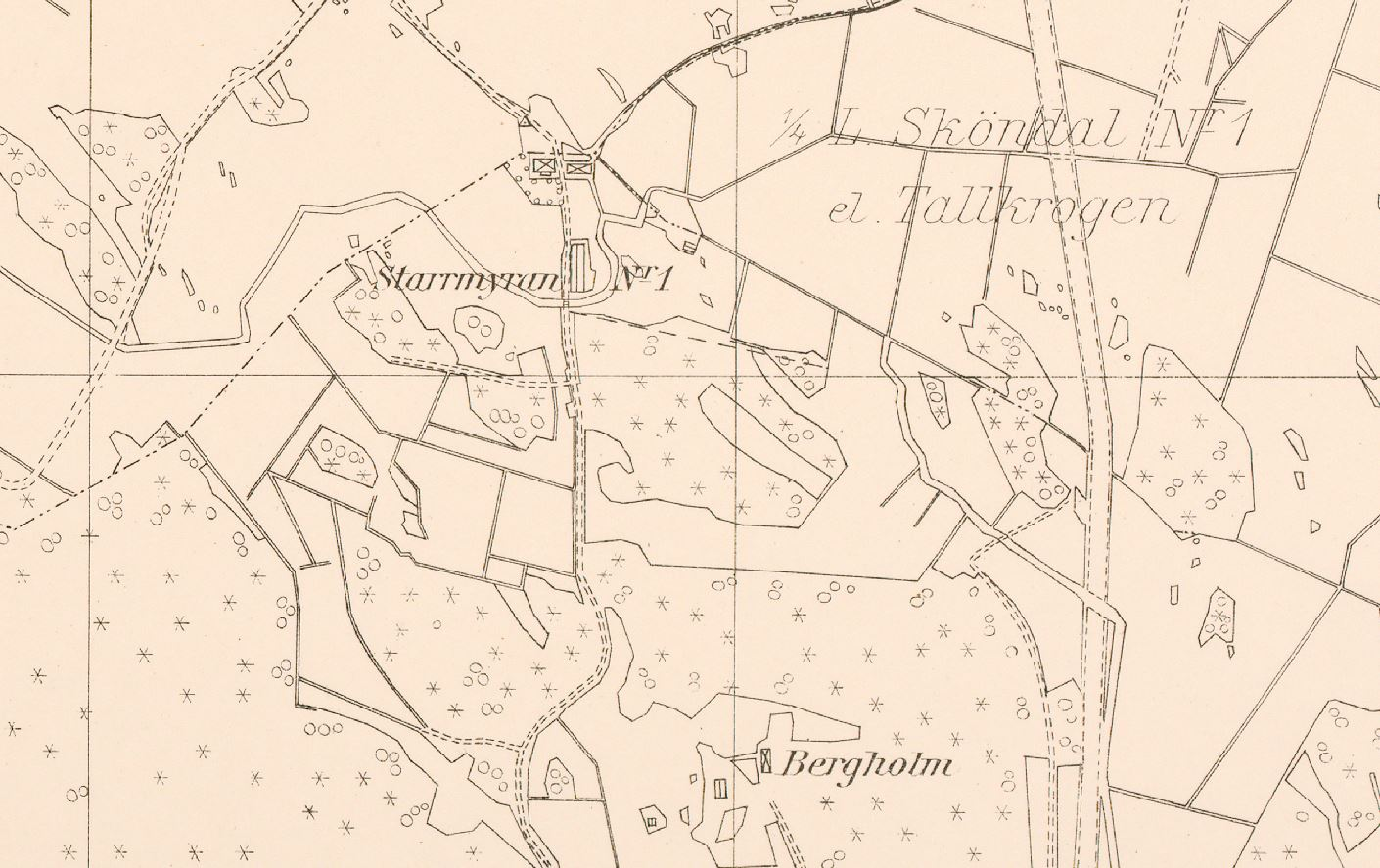
Starrmyran Nr 1, karta 1926.

Starrmyran var ett torp i nuvarande stadsdelen Hökarängen, södra Stockholm. Torpet byggdes 1714 och revs i slutet av 1940-talet. Strax söder om Starrmyran låg torpet Lugnet (rivet 1962), som även det ursprungligen lydde tillsammans med Starrmyran under Farsta gård.

## Historik
Starrmyran byggdes år 1714 och var ett dagsverkstorp  under Farsta gård. Torpet låg ungefär där dagens Söndagsvägen mynnar ut i Örbyleden, i ett område som skulle bli stadsdelen Hökarängen. Mellan 1720-talet och 1734 var torpet öde, men brukades därefter igen. År 1809 nyttjades stället av Johan Magnusson Lindström och hustrun Anna Persdotter. Hon överlevde sin man med många år och dog där som fattighjon 1845. Under tiden hade sonen Johan Lindström och hans hustru Anna Stina Nordström hand om torpet. 
I samband med laga skiftet 1875 friköptes Starrmyran från Farsta gård och ägdes Sven Johan Svensson och hustrun Johanna Nilsdotter. Men Svensson gick i konkurs och stället övertogs av Carl August Andersson. Han bodde här tillsammans med hustrun Johanna Lovisa Carlsdotter fram till 1913. Det var då tillsammans med torpen Lugnet och Bergholm den enda bebyggelsen i det som senare skulle bli stadsdelen Hökarängen.
Starrmyran var en vitputsad parstuga. Intill låg en rödfärgad stuga från slutet av 1800-talet, kallad Starrmyrelund. Ännu på 1930-talet bodde här tre familjer. Då hette ägaren Gotthard Andersson. Han tog så illa vid sig när hans Starrmyran skulle rivas i slutet av 1940-talet för att ge plats åt nuvarande bebyggelse att han begick självmord. Idag påminner Starrmyran Parkleken Fritidshem vid Onsdagsvägen om det tidigare torpet.